# Thoracochaeta johnsoni
Thoracochaeta johnsoni är en tvåvingeart som först beskrevs av Arnold Spuler 1925.  Thoracochaeta johnsoni ingår i släktet Thoracochaeta och familjen hoppflugor. Inga underarter finns listade i Catalogue of Life.